# Chardal-Bewegung
Die Chardal-Bewegung (auch Hardal) ist eine Strömung innerhalb des religiösen Zionismus, die sich durch eine besonders strenge Einhaltung der jüdischen Gesetze und eine enge Verbindung zur Haredi-Tradition auszeichnet. Der Begriff „Chardal“ ist ein Akronym für „Charedi Leumi“ (חרדי לאומי), was „nationalistische Haredim“ bedeutet.

## Geschichte
Die Chardal-Bewegung entstand als Teil eines breiteren Prozesses innerhalb des religiösen Zionismus, bei dem bestimmte Gruppen begannen, sich stärker an haredischen Praktiken zu orientieren. Besonders in den 1970er Jahren gewannen die Ideen von Zvi Yehuda Kook, dem Sohn von Abraham Isaak Kook, an Einfluss. Absolventen der Mercaz HaRav-Jeschiwa begannen, sich von bestimmten Aspekten des religiösen Zionismus und der Bnei-Akiva-Bewegung abzugrenzen. Der Begriff „Chardal“ wurde in den 1990er Jahren populär, als bestimmte Gruppen innerhalb der Dati-Leumi-Gemeinschaft eine strengere Auslegung der jüdischen religiösen Gesetze suchten und sich stärker von säkularen Einflüssen abgrenzten. Laut Haaretz wurden der Bewegung 2024 rund 30 % aller religiösen Zionisten zugerechnet.

## Einfluss auf Kultur, Gesellschaft und Politik
Die Chardal-Bewegung hat einen erheblichen Einfluss auf die israelische Gesellschaft, insbesondere in den Bereichen Bildung und Politik. Manche ihrer Anhänger lehnen säkulare Studien weitgehend ab und bevorzugen eine Erziehung, die sich fast ausschließlich auf religiöse Inhalte konzentriert. Dies zeigt sich besonders in Institutionen wie der Jeschiwa Har Hamor, die von Zvi Thau gegründet wurde und moderne akademische Einflüsse ablehnt. Das Gender-Konzept lehnen sie ab.
Politisch sind Chardal-Anhänger oft in Parteien aktiv, die eine starke Verbindung zwischen jüdischer Religion und Staat befürworten, wie die Partei des Religiösen Zionismus. Sie setzen sich für eine strikte Einhaltung der Halacha in der Gesetzgebung ein und unterstützen Siedlungsbewegungen im Westjordanland. Weitere Parteien sind Noam, Otzma Yehudit und Ha-Ichud HaLeumi – Tkuma.

## Einfluss auf die israelischen Verteidigungsstreitkräfte
Ihr Einfluss auf die Israelischen Verteidigungsstreitkräfte (IDF) zeigt sich insbesondere in Einheiten wie dem Netzach-Jehuda-Bataillon, das ursprünglich gegründet wurde, um ultraorthodoxen Juden den Militärdienst unter Berücksichtigung ihrer religiösen Überzeugungen zu ermöglichen, 2025 aber einen Anteil von nahezu 60 % aus Angehörigen der Chardal-Bewegung hat. Seit 2024 ist mit Avi Bluth, der der Bewegung zugerechnet wird, ein Chardal-Anhänger Kommandeur des Zentralen Kommandos der israelischen Streitkräfte.

## Bekannte Vertreter der Chardal-Bewegung
Einige prominente Persönlichkeiten der Chardal-Bewegung sind:
- Zvi Yehuda Kook
- Shlomo Aviner – ein bedeutender Rabbiner, der sich für eine strenge religiöse Praxis innerhalb des Zionismus einsetzt. Er ist bekannt für seine konservativen Ansichten und seine Rolle in der religiösen Erziehung.[14]
- Zvi Thau – ein prominenter Rabbiner, der als spiritueller Führer der sehr konservativen Noam-Partei fungiert
- Avi Maoz – Vorsitzender der Noam-Partei
- Dov Lior – ein führender Rabbiner, der für seine strengen religiösen Ansichten bekannt ist. Er hat sich wiederholt zu politischen und gesellschaftlichen Themen geäußert und ist eine einflussreiche Figur innerhalb der Chardal-Bewegung.[15][16]
- Avi Bluth – Generalmajor und Kommandeur des Zentralen Kommandos der israelischen Streitkräfte (IDF)[13]